# NGC 3431
NGC 3431 est une galaxie spirale intermédiaire située dans la constellation de la Coupe. NGC 3431 a été découverte par l'astronome américain Francis Leavenworth en 1887.

## Caractéristiques
Sa vitesse par rapport au fond diffus cosmologique est de 5 617 ± 45 km/s, ce qui correspond à une distance de Hubble de 82,8 ± 5,8 Mpc (∼270 millions d'al).
La classe de luminosité de NGC 3431 est II.